# Erison Carlos dos Santos Silva
Erison Carlos dos Santos Silva (* 22. Mai 1980 in Barra do Piraí), auch bekannt als Pingo, ist ein ehemaliger brasilianischer Fußballspieler.

## Karriere
Pingo begann seine Karriere 2000 beim Erstligisten SC Corinthians. 2001 erreichte er mit dem Verein das Finale des Copa do Brasil. 2002 gewann er mit dem Verein den Copa do Brasil und wurde er Vizemeister der Campeonato Brasileiro Série A. 2004 wechselte er zu Athletico Paranaense und wurde er mit dem Verein Vizemeister der Série A. 2005 wechselte er zu AD São Caetano. 2006 wechselte er zum japanischen Cerezo Osaka. 2007 kehrte er nach Brasilien zurück und unterschrieb einen Vertrag beim Zweitligisten AA Ponte Preta. 2008 wechselte er zum südkoreanischen Busan IPark. 2009 kehrte er nach Brasilien zurück.